# Samuel-Inseln
Die Samuel-Inseln sind eine kleine Gruppe aus Inseln und Klippen unmittelbar vor der Südküste Südgeorgiens. Sie liegen 1,5 km westsüdwestlich der Bucht Nilse Hullet und 3 km ostsüdöstlich des Klutschak Point. Zur Gruppe gehören Tidespring Island und Austin Island.
Der South Georgia Survey kartierte sie bei seiner von 1951 bis 1957 dauernden Vermessungskampagne. Das UK Antarctic Place-Names Committee benannte sie 1958 nach dem 1925 gebauten Walfangschiff Don Samuel, später im Besitz der in Grytviken ansässigen Gesellschaft Compañía Argentina de Pesca, das 1951 in der Umgebung dieser Inseln gesunken war.